# TVXQ
TVXQ és l'acrònim de Tong Vfang Xien Qi (東方神起), un grup de música de Corea del Sud creat per SM Entertainment. Els cinc nois que el componen estan especialitzats en el ball, el cant a cappella i la interpertació. La banda s'ha fet popular a Corea del Sud, el Japó, la Xina, Tailàndia i altres països asiàtics.
El seu nom en coreà, Dong Bang Shin Ki, significa Els déus naixents de l'est i s'acostuma a abreviar com a DBSK. L'equivalent del seu nom en japonès és Tohoshinki (THSK). Tanmateix, el grup prefereix que se’ls anomeni TVXQ, l'acrònim del seu nom en xinès. Tant és així, que ells mateixos s'hi refereixen com a TVXQ.

## Estil musical
El seu estil és força variat. Encara que inicialment se’ls va promocionar com un grup a cappella, el seu estil comprèn des del més pur estil K-pop fins a l'R&B passant per l'electrònica i les balades.

## Història

### 2003: Abans de la fama
Com és habitual en aquest tipus de grups, cadascun dels components va ser triat per SM Entertainment a través de diferents càstings. Als candidats, incloent-hi algun membre de Super Junior, els van dividir en grups d'edat i se’ls va donar formació artística per trobar talents potencials.
El primer a ser escollit per formar part del grup va ser Kim Junsu (김준수). A Junsu li agradava cantar a l'església quan era petit. Als dotze anys va ser triat per formar part del grup a través d'un concurs de talents de la televisió, on Moon Hee Jun i Kangta de H.O.T. feien de jutges. La seva veu el va fer guanyar l'oportunitat de formar-se musicalment durant sis anys fins que va debutar amb el nom artístic de Xiah Junsu (시아준수). Junsu va triar aquest nom com a hipocorístic d'Àsia (pronunciat "aixia" en coreà). D'aquesta manera feia palès el seu desig de convertir-se en una estrella no només a Corea, sinó també a la resta del continent.
El segon membre en afegir-se al grup va ser Jung Yunho (정윤호) després de guanyar una competició de ball. Abans d'això ja havia adquirit experiència musical com a rapper i ballarí en el videoclip "Diamond" de la cantant de K-pop Dana i també com a ballarí d'altres cantants coreans. El seu nom artístic és U-Know Yunho, ja que Yunho es pronuncia com you know en anglès.
Kim Jaejoong (김재중) va ser el tercer en entrar al grup després de ser seleccionat en un càsting entre 5000 aspirants. Jaejoong va deixar casa seva a Chungnam per presentar-se a les proves d'SM Entertainment. Abans d'esdevenir famós va passar fam i va patir una pobresa extrema. Jaejoong va triar com a nom artístic el que li havia dit una endevinadora uns anys abans: Young Woong Jaejoong (영웅재중). Young Wong significa heroi en coreà i és per això que internacionalment se’l coneix pel nom de Hero (heroi en anglès).
A Shim Changmin (심창민) el van posar al grup dels més joves del càsting. Com Junsu, va impressionar als jutges amb la seva veu. Va unir-se al grup amb el nom de Choikang Changmin (최강창민). Choikang vol dir el millor i és per això que internacionalment se’l coneix amb el nom de Max.
Aquests quatre membres van començar a donar forma al grup, però SM Entertainment havia pensat en un grup de cinc. Per això, sis mesos després de la formació del grup i a tan sols un mes abans del debut van seleccionar a Park Yoochun (박유천). Yoochun havia viscut als Estats Units, concretament a Virgínia, durant quatre anys. Allà es va presentar a un concurs de talent de Brothers Entertainment i després de guanyar-lo va ser enviat a Corea i a SM Entertainment. El seu nom artístic és Micky Yoochun. Micky, a més de ser el nom que feia servir als EUA, significa, escrit 秘器 en caràcters xinesos (Hanja), arma oculta. Així expressa el seu desig d'esdevenir l'arma oculta de la indústria musical.

### 2004: Debut
TVXQ va fer la seva primera aparició el 26 de desembre de 2003 en un especial de Nadal de BoA i Britney Spears. Van cantar dues cançons, una versió a cappella de Santa nit amb BoA i Hug (Abraçada), que s'inclourien al seu primer senzill el mes següent.
Així doncs, el seu primer senzill va ser "Hug", que es posà a la venda el 14 de gener de 2004. El senzill va esdevenir un gran èxit i va posar a TVXQ al número 1 de les llistes coreanes només tres mesos després del seu debut. A l'octubre de 2004, i després d'haver editat un altre senzill al juny, publiquen el seu primer àlbum "Tri-angle".

### 2005: Expansió internacional
Al mes de gener el grup fa una edició del seu primer disc a la Xina amb versions en mandarí d'algunes de les seves cançons. A l'abril surt el seu primer senzill al Japó, "Stay With Me Tonight". Al setembre es llança el seu segon àlbum, "Rising sun", simultàniament a diversos països asiàtics. El primer senzill de l'àlbum, "Rising sun", puja al primer lloc de les llistes de Corea, la Xina, Taiwan i Singapur encara que les activitats de promoció s'han de limitar a causa d'una lesió de Hero a la cama.
Al final de 2005, i amb Hero ja recuperat, participen en un concert a la Xina amb altres artistes convidats com Rain.

### 2006: A dalt de tot
Aquest any, el grup fa el seu primer concert de debò a l'estadi olímpic de Seül. Al concert, hi assisteixen fins i tot fans de l'estranger que no dubten a viatjar a Corea des de la Xina, el Japó, Tailàndia o fins i tot des dels EUA. El concert crea tanta expectació que més de 20000 fans col·lapsen el lloc web d'Interpark, quan es posen les entrades a la venda.
El 2006 és també l'any de la seva primera gira, la "Rising Sun 1st Asia Tour". La gira els du, entre altres països, a Malàisia i Tailàndia, on mai no havien fet cap concert. A més, a Malàisia esdevenen els primers artistes coreans en fer un concert en aquest país.
Al març surt a la venda el seu primer disc en japonès, "Heart, Mind and Soul". A l'abril, Hero és arrestat per la policia coreana després de ser enxampat conduint en estat d'embriaguesa. A causa d'això, la companyia discogràfica que porta el grup al Japó retira Hero de les activitats del grup durant dos mesos. Al maig, amb el grup al complet, comencen la gira pel Japó, la "1st Live Tour Heart, Mind and Soul", que acabarà el 25 de juny a Tòquio.
Mentrestant, també treuen el seu quart senzill a Corea, "Fighting Spirit of Dong Bang" (L'esperit lluitador de l'est). Aquesta serà la cançó oficial de la selecció coreana de futbol per al mundial d'Alemanya 2006, on es desplaçaran per donar-li suport.
Al setembre llancen el seu tercer disc en Coreà, ""O"-正.反.合." (""O"-Jung.Ban.Hap.").

### 2007
Al febrer, comença la segona gira del grup per l'Àsia, la "2nd Asia Live Tour Concert "O"- 正.反.合." per promocionar el seu tercer disc en coreà. La gira recorrerà Seül, Pequín, Xangai, Taipei, Hong Kong, Bangkok i Kuala Lumpur.
El març de 2007 surt a la llum el seu segon disc al Japó amb el títol "Five in the black" que entra directament al número 6 de la llista d'àlbums Oricon. Al mes de maig comencen la seva segona gira pel Japó, la "2nd Live Tour 2007-Five in the Black". Al començament només havien de fer 14 concerts a 9 ciutats. Tanmateix, les demandes dels fans van obligar a canviar el calendari de concerts i a afegir-hi deus noves actuacions.

## Perfil dels membres
| HERO JAEJOONG Nom artístic: Hero \| Youngwoong Jaejoong (영웅재중 o bé 英雄在中) Nom real: Kim Jaejoong (김재중 o bé 金在中) Data de naixement: 26 de Gener de 1986 Lloc de naixement: Chungnam, Corea del Sud. Posició: Veu principal Alçada: 1,80m Pes: 63 kg Grup sanguini: 0                       |
| U-KNOW YUNHO Nom artístic: U-know Yunho (유노윤호 o bé 瑜卤允浩) Nom real: Jung Yunho (정윤호 o bé 鄭允浩) Data de naixement: 6 de febrer de 1986 Lloc de naixement: Gwangju, Corea del Sud. Posició: Baríton, Líder del grup Alçada: 1,84m Pes: 66 kg Grup sanguini: A                                |
| MICKY YOOCHUN Nom artístic: Micky YooChun (믹키유천 o bé 秘奇有天 / 秘奇有仟) Nom real: Park Yoochun (박유천 o bé 朴有天) Data de naixement: 4 de juny de 1986 Lloc de naixement: Seül, Corea del Sud. Posició: Baix-baríton Alçada: 1,80m Pes: 64 kg Grup sanguini: 0                                 |
| XIAH JUNSU Nom artístic: Xiah Junsu (시아준수 o bé 细亚俊秀) Nom real: Kim Junsu (김준수 o bé 金俊秀) Data de naixement: 15 de Desembre de 1986 Lloc de naixement: Gyeonggi, Corea del Sud. Religió: Església Adventista del Setè Dia Posició: Baríton-Tenor Alçada: 1,78m Pes: 60 kg Grup sanguini: B |
| MAX CHANGMIN Nom artístic: Max \| Choikang Changmin (최강창민 o bé 最强昌珉) Nom real: Shim Changmin (심창민 o bé 沈昌珉) Data de naixement: 18 de febrer de 1988 Lloc de naixement: Seül, Corea del Sud Religió: Budisme Posició: Tenor Alçada: 1,86m Pes: 61 kg Grup sanguini: B                     |

## Discografia

### Àlbums

#### Àlbums a Corea
| Número d'àlbum | Informació de l'àlbum | Cançons | Còpies venudes                            |
| -------------- | --- | --- | ----------------------------------------- |
| 1r             | Tri-angle - A la venda: 13 d'octubre de 2004 - Durada: 56:05min - Posició al top 200 de Corea: Núm. 1 - Llengua: Coreà                                           | 1. 믿어요 2. Thanks To 3. Tri-Angle (feat. BoA and The TRAX) 4. 내 여자친구가 되어줄래? 5. Whatever They Say (A cappella) 6. Million Men 7. 지금처럼 8. I Never Let Go 9. 꼬마야 10. 넌 언제나 11. Hug 12. My Little Princess (있잖아요..) 13. The Way U Are 14. Tri-Angle (동방신기 Version) | 296.611 (Corea del Sud) (encara en venda) |
| 2n             | Rising Sun - A la venda: 12 de setembre de 2005 - Durada: 48:50min - Posició al top 200 de Corea: Núm. 1 - Llengua: Coreà                                        | 1. Tonight 2. Beautiful Life 3. Rising Sun (순수) 4. 바보 (Unforgettable) 5. 네가 허락할테니(Love is never gone) 1. Love After Love 2. Dangerous Mind 3. One 4. Love Is... 5. Free Your Mind (feat. Trax) 6. 작은 고백 (Love is all I need) 7. 약속했던 그때에 (Always there) (A cappella) | 280.704 (Corea del Sud) (encara en venda) |
| 3r             | "O"-正.反.合. - A la venda: 29 de setembre de 2006 - Version: A - Durada: 43:50min - Posició al top 200 de Corea: Núm. 1 - Llengua: Coreà - Versions: A, B, C, D | CD 1. "O"-正.反.合. ("O"-Jung.Ban.Hap.) 2. 세상에 단 하나뿐인 마음 (You are my miracle) 3. Hey! Girl 4. Get me some 5. I'll be there 6. 네 곁에 숨쉴 수 있다면 (White Lie - Version C & D) 7. Remember 8. 이제 막 시작된 이야기 (The story has just begun) 9. ON&ON 10. Phantom 환영(幻影) 11. You only love (A cappella) 12. 풍선 (Balloons) VERSIÓ C - DVD 1. talk(1) 극장드라마 'Vacation' Introduction 2. 극장드라마 'Vacation' (Full Ver.) 3. talk(2) 극장드라마 'Vacation' NG Special Behind 4. 극장드라마 'Vacation' NG Special VERSIÓ D - DVD 1. talk(1) The 3rd Album "O"-正.反.合. Showcase Introduction 2. The 3rd Album "O"-正.反.合. Showcase(No Cut ver.) 3. talk(2) 'Hug' Memory 4. Videoclip 'Hug' 5. Videoclip 'The Way U Are' 6. talk(4) '믿어요(I Believe)' Memory 7. Videoclip '믿어요(I Believe)' 8. talk(5) 'TRI-ANGLE' Memory 9. Videoclip 'TRI-ANGLE' 10. Talk(6) 'Rising Sun' Memory 11. Videoclip 'Rising Sun' 12. Talk(7) "O"-正.反.合. Memory 13. Videoclip "O"-正.反.合. 14. talk(8) '풍선(Balloons)' Memory 15. Videoclip '풍선(Balloons)' 16. '풍선(Balloons)' M/V Making Film 17. 동방신기's Exclusive Story2 : Our Secret Code++ | 372.853 (South Korea) (encara en venda)   |

##### Compilacions
| Informació de l'àlbum                                                                                | Cançons | Còpies venudes         |
| --- | --- | ---------------------- |
| Christmas Gift from 동방신기 - A la venda: 7 de desembre de 2006 - Durada: 54:00min - Llengua: Coreà | 1. Jesus, Joy Of Man's Desiring (Acapella Version) 2. The First Noel 3. 마법의 성 (Magic Castle) 4. 기도문 (Prayer) 5. 글로리아 높으신 이의 탄생 (Angels We Have Heard On High) 6. Santa Claus Is Comin' To Town 7. 고요한 밤 거룩한 밤 (Silent Night, Holy Night) 8. 마법의 성 Instrumental (Magic Castle) | 69.000 (Corea del Sud) |

#### Àlbums al Japó
| Número d'àlbum | Informació de l'àlbum | Cançons | Còpies venudes                                                         |
| -------------- | --- | --- | ---------------------------------------------------------------------- |
| 1r             | Heart, Mind and Soul - A la venda: 23 de març de 2006 - Durada: N/A - Posició al top 200 de la llista Oricon: Núm. 25 - Posició al top 200 de Corea: Núm. 10 - Llengua: Japonès | CD 1. Introlude 2. 言葉はいらない (Kotoba wa Iranai) 3. 明日は来るから (Asu wa Kuru Kara) 4. Somebody to love 5. My Destiny 6. HUG 7. Break Up The Shell 8. Stay with me tonight 9. 愛せない愛したい (Aisenai Aishitai) 10. One 11. Rising Sun 12. Eternal 13. Heart, Mind and Soul 14. Stay with me tonight (A cappella) 15. Somebody to love (A cappella) 16. My Destiny (Acapella Ver.) 17. 明日は来るから Asu wa Kuru Kara (Vocal&Piano) DVD 1. Stay With Me Tonight VIDEOCLIP 2. Somebody To Love VIDEOCLIP 3. My Destiny VIDEOCLIP 4. 明日は来るから VIDEOCLIP 5. Rising Sun（KOREA） VIDEOCLIP 6. Tonight（KOREA）VIDEOCLIP | 18.000 (Japó) 30.000 (Corea del Sud)                                   |
| 2n             | Five in the Black - A la venda: 14 de març de 2007 - Durada: N/A - Posició al top 200 de la llista Oricon: Núm. 10 - Llengua: Japonès                                           | CD 1. ZION 2. Sky 3. Begin 4. Choosey Lover 5. High time 6. DEAD END 7. PROUD 8. 約束 9. Miss You 10. "O" -正・反・合 11. I’ll be there 12. Step by Step 13. Hello again Bonus Tracks 1. Begin （A cappella） 2. Miss You (Ballad) Special Track 1. A Whole New World DVD 1. Rising Sun VIDEOCLIP 2. Begin VIDEOCLIP 3. Sky VIDEOCLIP 4. miss you VIDEOCLIP 5. "O" -正・反・合 VIDEOCLIP 6. Step by Step VIDEOCLIP 7. Choosey Lover VIDEOCLIP 8. Off Shot Movie ※初回盤のみ | 35.000 (aprox.) (Japó) (Abril 2007) 24.229 (Corea del Sud)(Abril 2007) |

### Singles

#### Singles a Corea
| Número de single | Informació del single | Cançons | Còpies venudes                            |
| ---------------- | --- | --- | ----------------------------------------- |
| 1r               | Hug - A la venda: 14 de gener de 2004 - De l'àlbum: Tri-Angle - Llengua: Coreà | 1. Hug 2. My Little Princess 3. Oh Holy Night (Feat. BoA) 4. My Little Princess (A cappella) 5. Hug (Instrumental) | 191.103 (Corea del Sud)                   |
| 2n               | The Way U Are - A la venda: 24 de juny de 2004 - De l'àlbum: Tri-Angle - Llengua: Coreà                                                                                             | 1. The Way U Are 2. Whatever They Say 3. 옹달샘 이야기 1 (Mountain Spring Story 1) 4. 옹달샘 (Mountain Spring) 5. 옹달샘 이야기 2 (Mountain Spring Story 2) 6. Whatever They Say (Instrumental) | 234.903 (Corea del Sud) (encara en venda) |
| 3r               | Hi Ya Ya 여름날 - A la venda: 23 de juny de 2005 - Llengua: Coreà | 1. Hi Ya Ya 여름날 (Hi Ya Ya Summer Day) 2. 공간 (하늘과 바다사이, Whisper Of..) (Space; Between the Sky and the Ocean) 3. 너희들 것이니까 (I Wish...) (Because It Belongs to You) 4. 지금처럼 (Piano Version) (Like Now) 5. Hi Ya Ya 여름날 (Hi Ya Ya Summer Day) (Instrumental) 6. 너희들 것이니까 (I Wish...) (Because It Belongs to You) (Instrumental) | 68.537 (Corea del Sud)                    |
| -                | Show Me Your Love TVXQ & Super Junior - A la venda: 15 de desembre de 2006 - Llengua: Coreà                                                                                         | 1. Show Me Your Love 2. I Wanna Hold You 3. 오늘만은 (I'm Your Man) 4. Show Me Your Love (Instrumental) | 66.048 (Corea del Sud) (encara en venda)  |
| 4t               | Fighting Spirit of Dong Bang (Fighting Spirit of the East) Cançó oficial de la selecció coreana de futbol al Mundial Alemanya 2006 - A la venda: 1 de juny de 2006 - Llengua: Coreà | 1. Fighting Spirit of Dong Bang 동방의 투혼 (Original) 2. Fighting Spirit of Dong Bang 동방의 투혼 (2 Step) 3. Fighting Spirit of Dong Bang 동방의 투혼 (Vibe 7) 4. Fighting Spirit of Dong Bang 동방의 투혼 (Instrumental) | 25.524 (Corea del Sud)                    |

#### Singles al Japó
| Número de single | Informació del single | Cançons | Còpies venudes                  |
| ---------------- | --- | --- | ------------------------------- |
| 1r               | Stay With Me Tonight - A la venda: 27 d'abril de 2007 - De l'àlbum: Heart, Mind and Soul - Posició al top 200 de la llista Oricon: Núm. 37 - Setmanes a la llista: 4 - Llengua: Japonès             | 1. Stay With Me Tonight 2. Try My Love 3. Stay With Me Tonight (Less Vocal) 4. Try My Love (Less Vocal) |                                 |
| 2n               | Somebody To Love - A la venda: 13 de juliol de 2005 - De l'àlbum: Heart, Mind and Soul - Posició al top 200 de la llista Oricon: Núm. 14 - Setmanes a la llista: 3 - Llengua: Japonès               | 1. Somebody To Love 2. 言葉はいらない Kotoba wa Iranai 3. Somebody To Love (Acapella Ver.) 4. Somebody To Love (Less Vocal) 5. 言葉はいらない Kotoba wa Iranai (Less Vocal)                                           | 9.000 (Japó)                    |
| 3r               | My Destiny - A la venda: 2 de novembre de 2005 - De l'àlbum: Heart, Mind and Soul - Posició al top 200 de la llista Oricon: Núm. 16 - Setmanes a la llista: 8 - Llengua: Japonès                    | 1. My Destiny 2. Eternal 3. My Destiny (A cappella) 4. My Destiny (Less Vocal) 5. Eternal (Less Vocal) |                                 |
| 4t               | Asu wa Kuru Kara 明日は来るから - A la venda: 8 de març de 2006 - De l'àlbum: Heart, Mind and Soul - Posició al top 200 de la llista Oricon: Núm. 22 - Setmanes a la llista: 5 - Llengua: Japonès   | 1. 明日は来るから 2. The Way U Are –Versió en Japonès- 3. 明日は来るから (ヴォーカル&ピアノver.) 4. 明日は来るから (Less Vocal) 5. The Way U Are -Japonès ver.-(Less Vocal)                                           |                                 |
| 5è               | Rising Sun / Heart, Mind and Soul - A la venda:19 d'abril de 2006 - De l'àlbum: Heart, Mind and Soul - Posició al top 200 de la llista Oricon: Núm. 22 - Setmanes a la llista: 5 - Llengua: Japonès | 1. Rising Sun 2. Heart, Mind and Soul 3. Heart, Mind and Soul (A cappella) 4. Rising Sun (Less Vocal) 5. Heart, Mind and Soul (Less Vocal)                                                                            |                                 |
| 6è               | Begin - A la venda: 21 de juny de 2006 - De l'àlbum: Five in the Black - Posició al top 200 de la llista Oricon: Núm. 15 - Setmanes a la llista: 5 - Llengua: Japonès                               | 1. Begin 2. High Time 3. Begin (A cappella) 4. Begin (Less Vocal) 5. High Time (Less Vocal) | 16.000 (Japó)                   |
| 7è               | Sky - A la venda: 16 d'agost de 2006 - De l'àlbum: Five in the Black - Posició al top 200 de la llista Oricon: Núm. 3 - Setmanes a la llista: 2 - Llengua: Japonès                                  | 1. Sky 2. NO PAIN NO GAIN 3. 明日は来るから (2 Future club mix) 4. Sky (Less Vocal) 5. NO PAIN NO GAIN (Less Vocal)                                                                                                   | 25.000 (Japó)                   |
| 8è               | miss you /"O"‐正・反・合 - A la venda: 8 de novembre de 2006 - De l'àlbum: Five in the Black - Posició al top 200 de la llista Oricon: Núm. 3 - Llengua: Japonès                                    | CD 1. miss you 2. "O"‐正.反.合. 3. Sky (TVP UTA'S MIX) 4. miss you (Less Vocal) 5. "O"‐正.反.合. (Less Vocal) DVD 1. miss you VIDEOCLIP 2. Off Shot Movie (초회한정판 특전)                                           | 28.000 (Japó)                   |
| 9è               | Step By Step - A la venda: 24 de gener de 2007 - De l'àlbum: Five in the Black - Posició al top 200 de la llista Oricon: Núm. 7 - Llengua: Japonès                                                  | CD 1. Step By Step 2. PROUD 3. PROUD (A cappella) 4. Step By Step (Less Vocal) 5. PROUD (Less Vocal) DVD 1. Step by Step VIDEOCLIP 2. Off Shot Movie (초회한정판 특전)                                                | 28.607 (Japó)                   |
| 10è              | Choosey Lover - A la venda: 7 de març de 2007 - De l'àlbum: Five in the Black - Posició al top 200 de la llista Oricon: Núm. 9 - Llengua: Japonès - 21.817 Còpies venudes a la primera setmana.     | 1. Choosey Lover 2. Choosey Lover -R.Yamaki's Groove Mix- 3. Choosey Lover (Less Vocal) | 25.757 (Japó)                   |
| 11è              | Lovin' You - A la venda: 13 de juny de 2007 - De l'àlbum: -- - Posició al top 200 de la llista Oricon: Núm.2 - Llengua: Japonès - 37.515 Còpies venudes a la primera setmana.                       | CD 1. Lovin' You 2. 五線紙 (Go Senshi) 3. 約束 extra NSB mix (Yakusoku extra) 4. Lovin' You (Less Vocal) 5. 五線紙 (Go Senshi) (Less Vocal) DVD 1. Lovin' You VIDEOCLIP 2. Offshot Movie                              | 42.152 (encara en venda) (Japó) |
| 12è              | SUMMER ～Summer Dream/Song for you/Love in the Ice～ - A la venda: 1 d'agost de 2007 - De l'àlbum: -- - Oricon top 200 weekly peak: -- - Llengua: Japonès                                           | CD 1. Summer Dream 2. Song for you 3. Love in the Ice 4. Summer Dream (Less Vocal) 5. HUG (acapella ver.) 6. Song for you (Less Vocal) 7. Love in the Ice(Less Vocal) DVD 1. Summer Dream VIDEOCLIP 2. Off Shot Movie | --                              |